# غشت (مقاطعة فومن)
غشت (بالفارسية: گشت) هي قرية تقع في غيلان في إيران. يقدر عدد سكانها بـ 1,864 نسمة .